# Anomis vulpicolor
Anomis vulpicolor är en fjärilsart som beskrevs av Edward Meyrick 1928. Anomis vulpicolor ingår i släktet Anomis och familjen nattflyn. Inga underarter finns listade i Catalogue of Life.